# Bora-hansgrohe/Saison 2019
Diese Liste beschreibt die Mannschaft und die Erfolge des Radsportteams Bora-hansgrohe in der Saison 2019.

## Erfolge in der UCI WorldTour
In der Saison 2019 gelangen dem Team nachstehende Erfolge in der UCI WorldTour.
| Datum         | Rennen                               | Sieger                |
| ------------- | ------------------------------------ | --------------------- |
| 17. Januar    | 3. Etappe Tour Down Under            | Peter Sagan           |
| 2. März       | 7. Etappe UAE Tour                   | Sam Bennett           |
| 12. März      | 3. Etappe Paris-Nizza                | Sam Bennett           |
| 15. März      | 6. Etappe Paris-Nizza                | Sam Bennett           |
| 29. März      | 5. Etappe Katalonien-Rundfahrt       | Maximilian Schachmann |
| 31. März      | 7. Etappe Katalonien-Rundfahrt       | Davide Formolo        |
| 8. April      | 1. Etappe Baskenland-Rundfahrt (EZF) | Maximilian Schachmann |
| 10. April     | 3. Etappe Baskenland-Rundfahrt       | Maximilian Schachmann |
| 11. April     | 4. Etappe Baskenland-Rundfahrt       | Maximilian Schachmann |
| 12. April     | 5. Etappe Baskenland-Rundfahrt       | Emanuel Buchmann      |
| 16. April     | 1. Etappe Türkei-Rundfahrt           | Sam Bennett           |
| 17. April     | 2. Etappe Türkei-Rundfahrt           | Sam Bennett           |
| 20. April     | 5. Etappe Türkei-Rundfahrt           | Felix Großschartner   |
| 16.–21. April | Gesamtwertung Türkei-Rundfahrt       | Felix Großschartner   |
| 1. Mai        | Eschborn-Frankfurt                   | Pascal Ackermann      |
| 12. Mai       | 2. Etappe Giro d’Italia              | Pascal Ackermann      |
| 12. Mai       | 1. Etappe Kalifornien-Rundfahrt      | Peter Sagan           |
| 15. Mai       | 5. Etappe Giro d’Italia              | Pascal Ackermann      |
| 23. Mai       | 12. Etappe Giro d’Italia             | Cesare Benedetti      |
| 11. Juni      | 3. Etappe Critérium du Dauphiné      | Sam Bennett           |
| 17. Juni      | 3. Etappe Tour de Suisse             | Peter Sagan           |
| 10. Juli      | 5. Etappe Tour de France             | Peter Sagan           |
| 3. August     | 1. Etappe Polen-Rundfahrt            | Pascal Ackermann      |
| 5. August     | 3. Etappe Polen-Rundfahrt            | Pascal Ackermann      |
| 12. August    | 1. Etappe BinckBank Tour             | Sam Bennett           |
| 13. August    | 2. Etappe BinckBank Tour             | Sam Bennett           |
| 14. August    | 3. Etappe BinckBank Tour             | Sam Bennett           |
| 26. August    | 3. Etappe Vuelta a España            | Sam Bennett           |
| 7. September  | 14. Etappe Vuelta a España           | Sam Bennett           |
| 19. Oktober   | 3. Etappe Tour of Guangxi            | Pascal Ackermann      |
| 22. Oktober   | 6. Etappe Tour of Guangxi            | Pascal Ackermann      |

## Erfolge in der UCI America Tour
In der Saison 2019 gelangen dem Team nachstehende Erfolge in der UCI America Tour.
| Datum      | Rennen                                    | Kat. | Fahrer      |
| ---------- | ----------------------------------------- | ---- | ----------- |
| 3. Februar | 7. Etappe Vuelta a San Juan Internacional | 2.1  | Sam Bennett |

## Erfolge in der UCI Europe Tour
In der Saison 2019 gelangen dem Team nachstehende Erfolge in der UCI Europe Tour.
| Datum         | Rennen                              | Kat. | Fahrer                |
| ------------- | ----------------------------------- | ---- | --------------------- |
| 1. Februar    | Trofeo Lloseta-Andratx              | 1.1  | Emanuel Buchmann      |
| 17. Februar   | Clásica de Almería                  | 1.HC | Pascal Ackermann      |
| 10. März      | Gran Premio Industria & Artigianato | 1.HC | Maximilian Schachmann |
| 22. März      | Bredene Koksijde Classic            | 1.HC | Pascal Ackermann      |
| 18. Juni      | 1. Etappe Slowenien-Rundfahrt       | 2.HC | Pascal Ackermann      |
| 16. August    | 2. Etappe Czech Cycling Tour        | 2.1  | Shane Archbold        |
| 29. August    | 1. Etappe Deutschland Tour          | 2.HC | Pascal Ackermann      |
| 8. September  | Grand Prix de Fourmies              | 1.HC | Pascal Ackermann      |
| 22. September | Gooikse Pijl                        | 1.1  | Pascal Ackermann      |

## Erfolge in den Nationalen Straßen-Radsportmeisterschaften
In den Rennen der Nationalen Straßen-Radsportmeisterschaften 2019 konnte das Team nachstehende Titel erringen.
| Datum    | Rennen                                        | Sieger                |
| -------- | --------------------------------------------- | --------------------- |
| 28. Juni | Polnische Meisterschaft – Einzelzeitfahren    | Maciej Bodnar         |
| 30. Juni | Deutsche Meisterschaft – Straßenrennen        | Maximilian Schachmann |
| 30. Juni | Italienische Meisterschaft – Straßenrennen    | Davide Formolo        |
| 30. Juni | Irische Meisterschaft – Straßenrennen         | Sam Bennett           |
| 30. Juni | Slowakische Meisterschaft – Straßenrennen     | Juraj Sagan           |
| 30. Juni | Österreichische Meisterschaft – Straßenrennen | Patrick Konrad        |

## Mannschaft
| Teamkader 2019                            | Teamkader 2019     | Teamkader 2019         | Teamkader 2019                             |
| Name                                      | Geburtsdatum       | Land                   | Vorheriges Team                            |
| ----------------------------------------- | ------------------ | ---------------------- | ------------------------------------------ |
| Pascal Ackermann                          | 17. Januar 1994    | Deutschland            | Rad-net Rose (2016)                        |
| Erik Baška                                | 12. Januar 1994    | Slowakei               | Tinkoff (2016)                             |
| Cesare Benedetti                          | 3. August 1987     | Italien                | UC Bergamasca 1902-De Nardi-Colpack (2009) |
| Sam Bennett                               | 16. Oktober 1990   | Irland                 | An Post-ChainReaction (2013)               |
| Maciej Bodnar                             | 7. März 1985       | Polen                  | Tinkoff (2016)                             |
| Emanuel Buchmann                          | 18. November 1992  | Deutschland            | Rad-net Rose (2014)                        |
| Marcus Burghardt                          | 30. Juni 1983      | Deutschland            | BMC Racing Team (2016)                     |
| Jempy Drucker                             | 3. September 1986  | Luxemburg              | BMC Racing Team (2018)                     |
| Davide Formolo                            | 25. Oktober 1992   | Italien                | Cannondale-Drapac (2017)                   |
| Oscar Gatto                               | 1. Januar 1985     | Italien                | Astana (2018)                              |
| Felix Großschartner                       | 23. Dezember 1993  | Österreich             | CCC Sprandi Polkowice (2017)               |
| Peter Kennaugh                            | 15. Juni 1989      | Vereinigtes Königreich | Team Sky (2017)                            |
| Leopold König                             | 15. November 1987  | Tschechien             | Team Sky (2016)                            |
| Patrick Konrad                            | 13. Oktober 1991   | Österreich             | Gourmetfein Simplon Wels (2014)            |
| Rafał Majka                               | 12. September 1989 | Polen                  | Tinkoff (2016)                             |
| Jay McCarthy                              | 8. September 1992  | Australien             | Tinkoff (2016)                             |
| Gregor Mühlberger                         | 4. April 1994      | Österreich             | Felbermayr Simplon Wels (2015)             |
| Daniel Oss                                | 13. Januar 1987    | Italien                | BMC Racing Team (2017)                     |
| Christoph Pfingsten                       | 20. November 1987  | Deutschland            | De Rijke (2014)                            |
| Paweł Poljański                           | 6. Mai 1990        | Polen                  | Tinkoff (2016)                             |
| Lukas Pöstlberger                         | 10. Januar 1992    | Österreich             | Tirol Cycling Team (2015)                  |
| Juraj Sagan                               | 23. Dezember 1988  | Slowakei               | Tinkoff (2016)                             |
| Peter Sagan                               | 26. Januar 1990    | Slowakei               | Tinkoff (2016)                             |
| Maximilian Schachmann                     | 9. Januar 1994     | Deutschland            | Quick-Step Floors (2018)                   |
| Andreas Schillinger                       | 13. Juli 1983      | Deutschland            | Nutrixxion Sparkasse (2009)                |
| Michael Schwarzmann                       | 7. Januar 1991     | Deutschland            |                                            |
| Rüdiger Selig                             | 19. Februar 1989   | Deutschland            | Katusha (2015)                             |
|                                           |                    |                        |                                            |
| Quellen: ProCyclingStats Cycling Quotient |                    |                        |                                            |